# Ab nach Deutschland
Ab nach Deutschland (Spanisch: Perdiendo el norte) ist eine spanische Filmkomödie von Nacho G. Velilla aus dem Jahr 2015. Der Film kam am 6. März 2015 in die spanischen Kinos. Inhaltlich behandelt werden die Themen Arbeitslosigkeit, Migration, Freundschaft, Liebe, Betrug und Enttäuschung.

## Handlung
Zwei junge Spanier, Hugo (zwei Uniabschlüsse und einen Master in Wirtschaft) und Braulio (Molekularbiologe) sind bestens ausgebildet und besitzen gute Voraussetzungen für einen Job. In ihrer Heimat Spanien jedoch sind selbst die Aussichten auf einen Beruf für Hochqualifizierte schlecht. Aus diesem Grund beschließen die beiden, nach Deutschland auszuwandern, in der Hoffnung, dort einen Job zu bekommen, nachdem sie einen eher satirischen Fernsehbeitrag über die Berufschancen in Deutschland gesehen haben.
Als sie in Berlin ankommen, müssen sie jedoch feststellen, dass auch hier keiner auf sie wartet und die Bedingungen nicht so einfach wie erhofft sind. Bei ihren Vorstellungsgesprächen werden ihnen mangelnde Sprachkenntnisse sowie kulturelles Nicht-Wissen zum Verhängnis. So kommt es dazu, dass Hakan, der Besitzer eines Falafelrestaurants und seine Frau Marisol die beiden als Arbeiter und Mieter aufnehmen.
Die Arbeitslosigkeit in Spanien ist weiterhin ein wichtiges Thema: Hugos Vater Próspero verliert seine gute Position. Dies führt dazu, dass er weder den teuren Lifestyle seiner Frau Benigna, noch die Hypothek für die Wohnung bezahlen kann. Er setzt somit all seine Hoffnungen auf seinen Sohn in Berlin. Jedoch wissen beide Seiten nichts von der miserablen Lage des anderen und belügen sich hinsichtlich ihrer beruflichen Situation.
Hugo und sein Freund sind allerdings in einer ähnlich miserablen Lage: Sie verdienen nicht genug Geld, um einen Deutschkurs zu besuchen und sprechen auch sonst kaum Deutsch, da ihr Arbeitsumfeld einen hohen Migrationsanteil besitzt und sie sich die Wohnung mit dem spanischen Geschwisterpaar Carla und Rafa teilen. Auch ihr Nachbar Andrés, der an Alzheimer erkrankt ist, ist Spanier und kam in den Sechzigerjahren nach Deutschland – ebenfalls um einen Job zu finden.
Letztendlich endet der Film mit einem Happy End, welches sich nicht unbedingt auf die berufliche Ebene bezieht: Carla und Hugo verlieben sich ineinander, Hugos Eltern freuen sich, dass ihr Sohn glücklich ist, Hakan und Marisol bekommen ein Kind, Andrés hat wieder Kontakt zu seiner Tochter und Braulio eine Jobaussicht in China.

## Synchronisation
Die deutsche Synchronisation entstand nach einem Synchronbuch von Roland Frey unter dessen Dialogregie im Auftrag der Studio Hamburg Synchron GmbH.
| Rollenname | Schauspieler   | Synchronsprecher   |
| ---------- | -------------- | ------------------ |
| Hugo       | Yon González   | Ricardo Richter    |
| Braulio    | Julián López   | Dirk Stollberg     |
| Carla      | Blanca Suárez  | Anna Gamburg       |
| Marisol    | Malena Alterio | Silvia Mißbach     |
| Andrés     | José Sacristán | Rainer Gerlach     |
| Beni       | Carmen Machi   | Monica Bielenstein |
| Nadia      | Úrsula Corberó | Laurine Betz       |
| Próspero   | Javier Cámara  | Gerald Schaale     |

## Auszeichnungen und Nominierungen
- 2015: Nominierung beim Neox Fan Awards 2015 in der Kategorie „Bester spanischer Film“[2]
- 2015: Nominierung beim Neox Fan Awards 2015 für Blanca Suárez in der Kategorie „Beste spanische Schauspielerin“[3]
- 2015: Nominierung beim Neox Fan Awards 2015 für Yon González in der Kategorie „Bester spanischer Schauspieler“[4]